# Ferdinand Lassalle

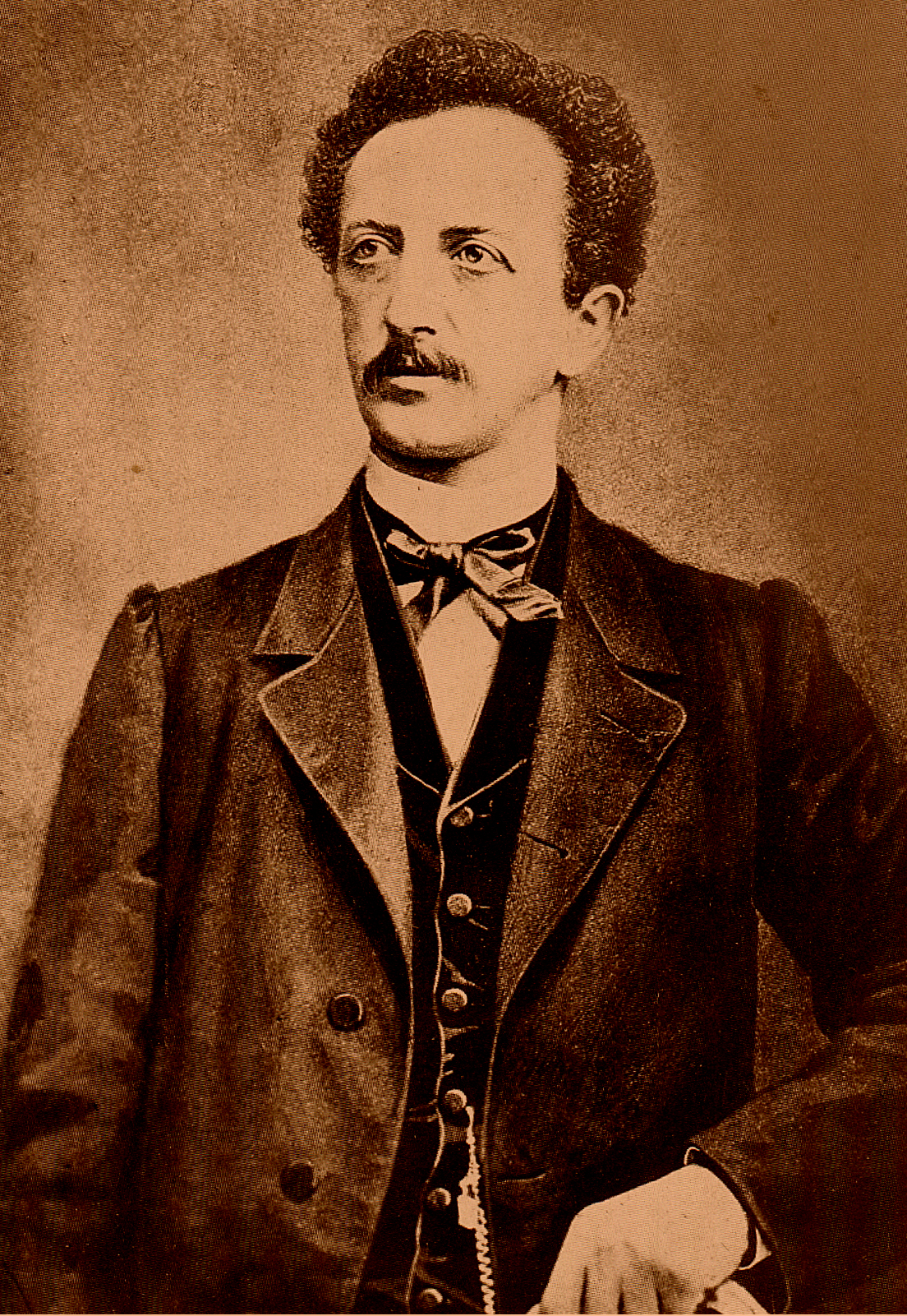
Ferdinand Lassalle (1860)

Ferdinand Lassalle (geboren am 11. April 1825 in Breslau als Ferdinand Johann Gottlieb Lassal; gestorben am 31. August 1864 in Carouge) war Schriftsteller, sozialistischer Politiker im Deutschen Bund und einer der Wortführer der frühen deutschen Arbeiterbewegung.
Als Hauptinitiator und Präsident der ersten sozialdemokratischen Parteiorganisation im deutschen Sprachraum, des 1863 gegründeten Allgemeinen Deutschen Arbeitervereins (ADAV), zählt er zu den Gründervätern der Sozialdemokratischen Partei Deutschlands (SPD), die 26 Jahre nach seinem Tod aus der Sozialistischen Arbeiterpartei (SAP) hervorging. Die SAP ihrerseits war aus der Fusion des ADAV und der Sozialdemokratischen Arbeiterpartei (SDAP) entstanden.
Lassalles Idee des Sozialismus war genossenschaftlich und preußisch-nationalstaatlich orientiert. Damit geriet er in einen Gegensatz zu der von Karl Marx und Friedrich Engels dominierten Lehre, die revolutionär und internationalistisch ausgerichtet war. Noch zu Lassalles Lebzeiten führte dieser Konflikt zu Zerwürfnissen innerhalb des ADAV und wenige Jahre nach seinem Tod zur Aufteilung der deutschen Sozialdemokratie in zwei Richtungen und Parteien. Die Spaltung in „Lassalleaner“ (ADAV bzw. LADAV) und „Eisenacher“ (SDAP) konnte 1875 beim gemeinsamen Parteikongress in Gotha durch den Zusammenschluss zur Sozialistischen Arbeiterpartei Deutschlands (SAPD) zumindest organisatorisch überwunden werden.

## Leben

### Jugend und Schuljahre
Ferdinand Lassalle war Sohn des wohlhabenden jüdischen Seidenhändlers Heyman Lassal (auch „Loslauer“ genannt, 1791–1862). Seine Mutter war Rosalie Lassal, geb. Heizfeld (* 8. Mai 1797; † 13. Februar 1870). Sein Bruder Rochus starb im Alter von drei Jahren an Schwindsucht. Seine Schwester Friederike heiratete den Kaufmann Ferdinand Friedland.
Lassalles kämpferische Grundeinstellung lässt sich an Handlungen des kindlichen und jugendlichen Ferdinands erkennen: Schon als 12-Jähriger forderte er einen Nebenbuhler um die Gunst eines 14-jährigen Mädchens schriftlich zu einem Duell; dasselbe Verhalten führte 27 Jahre später zu seinem Tod. Mit 15 Jahren beschrieb er Deutschland in seinem Tagebuch als einen „großen Kerker mit Menschen, deren Rechte von Tyrannen mit Füßen getreten werden“.
Er besuchte von 1835 bis 1840 das Maria-Magdalenen-Gymnasium in Breslau. Sowohl Lassalles dortige Mitschüler (u. a. August Meitzen) als auch diejenigen der Handelsschule in Leipzig, die er in den Jahren 1840 und 1841 besuchte, beschrieben ihn als einen Menschen mit einem stark ausgeprägten Selbstwertgefühl, der sich zu behaupten und anderen Kontra zu bieten wusste.

### Studienjahre
Ferdinand Lassalle verließ die Handelsschule vorzeitig, weil es ihm nicht genügte, sein Leben einzig und allein dem Handel zu widmen. Er wolle sich mit intellektuelleren Dingen beschäftigen und diese studieren. Mit dieser Motivation beschloss er am 26. August 1840, Schriftsteller zu werden und sich für die Freiheit und Rechte der Menschen und der Völker einzusetzen. 1843 legte er in Breslau die Reifeprüfung ab. Er kehrte gegen den Willen des Vaters ins Elternhaus zurück (für den Geist der damaligen Zeit ungewöhnlich) und versteckte sich mit der Deckung von Mutter und Schwester in einem Dachstübchen. Dort studierte er die Texte, die er brauchte, um das Examen zu bestehen, damit er sich an der Universität Breslau bzw. später in Berlin an der Friedrich-Wilhelms-Universität für die Fächer Geschichte, Archäologie, Philosophie und Philologie einschreiben konnte. Er bestand dieses Examen und präsentierte nun seinem Vater das Ergebnis. Der gab daraufhin, wenn auch widerwillig, sein Einverständnis zum Universitätsstudium. Er war in Sorge, sein Sohn könne sich mit diesen Studien nicht ernähren. Mit Beginn seines Studiums trat Lassalle 1843 der Breslauer Burschenschaft der Raczeks bei.

### Hinwendung zur Philosophie

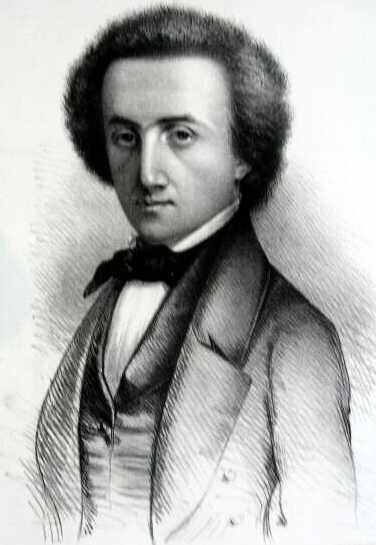
Ferdinand Lassalle,
Lithografie von unbekannter Hand im Stadtmuseum Düsseldorf

Ferdinand Lassalle war schon früh von Hegels Ideen fasziniert. Er übernahm die Idee Hegels, der Staat sei eine „Einheit der Individuen in einem sittlichen Ganzen, eine Einheit, welche die Kräfte aller einzelnen millionenfach vermehrt“. Diese Ideen übertrug Lassalle später auf die deutsche Sozialdemokratie.
In seinen Jahren als Student widmete er sich intensiv der Auseinandersetzung mit Texten und der Ausarbeitung eigener Ideen. Für seine Studien vernachlässigte er teilweise alltägliche Dinge wie Essen. Einer seiner Biografen, Arno Schirokauer, fasst diese Zeit zusammen: „Er arbeitet maßlos. Er wirft sich wild in die Lektüre Hegels und kann nur schwer am Abend aufhören. [Die Arbeit verläßt er zuweilen], um sich in einer irren Weise auszuleben. Bündel von Rechnungen stopft er in die Schubfächer seines Schreibtisches, Zeugen einer übertriebenen Eleganz, Zeugen eines Luxus, der mit Medoc, Chateau Larose, Champagner und Korsofahren gefüttert sein will.“
In seiner Hochschulzeit von 1843 bis 1846 studierte Ferdinand Lassalle Texte Hegels, Heines, Goethes, Fichtes und etlicher anderer deutscher Dichter. Besonderes Interesse hatte er an dem antiken vorsokratischen Philosophen Heraklit. Um Anerkennung in intellektuellen Kreisen zu erlangen und vor allem, weil er auf eine Berufung als Universitäts-Professor spekulierte, schrieb Lassalle das philosophische Buch Die Philosophie Herakleitos des Dunkeln von Ephesos.
Unter dem Einfluss der Schriften von Ludwig Börne, Heinrich Heine, der Junghegelianer und des utopischen Sozialismus wandte er sich demokratischen und sozialistischen Ideen zu. Vor diesem theoretischen Hintergrund begrüßte er einen der ersten proletarischen Aufstände im Deutschen Bund, den schlesischen Weberaufstand vom Juni 1844.
Die Geschichtsepochen betrachtete Lassalle als Entwicklungsstufen der Idee der Freiheit, die Klassen als Träger unterschiedlicher Prinzipien, in denen sich die Selbstbestimmung der Idee verkörpert. Den Volksmassen schrieb er keine revolutionäre Kraft zu. Sie waren für ihn nur das Objekt von Führern, die zur Erkenntnis der Idee gelangten. Den Staat fasste er als Verkörperung der allgemeinen menschlichen Sittlichkeit auf.

### Engagement für Sophie Gräfin von Hatzfeldt

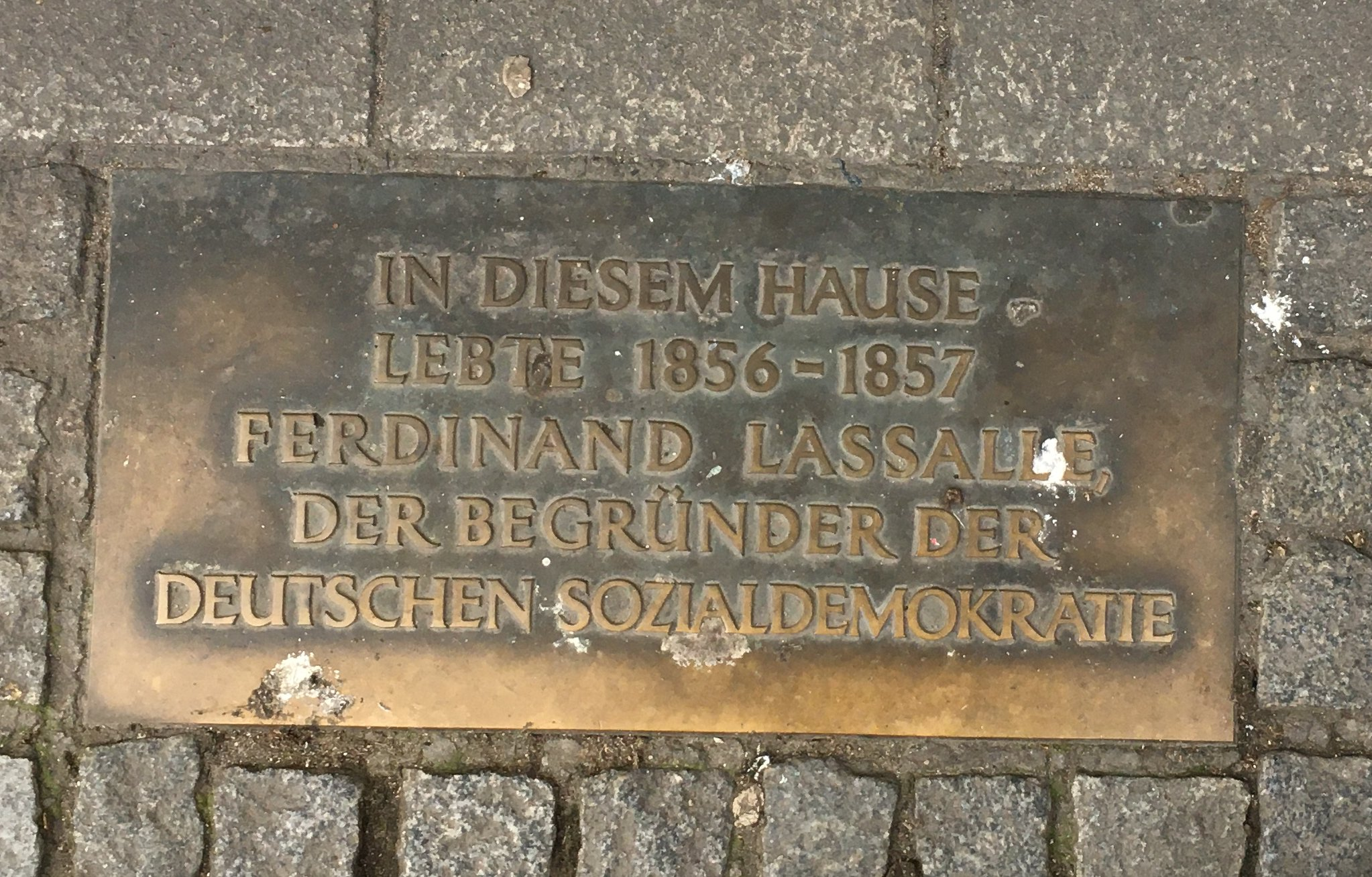
Gedenkplatte im ehemaligen Haus der Gräfin von Hatzfeldt in der Düsseldorfer Friedrichstraße 53

Mit 20 Jahren lernte er die doppelt so alte Sophie Gräfin von Hatzfeldt in Berlin kennen. Sie suchte nach Wegen, sich von ihrem Ehemann Edmund von Hatzfeldt, mit dem sie 1822 zwangsverheiratet worden war, zu trennen, weil dieser, ein ausschweifender Lebemann, sie fortwährend demütigte. Lassalle nahm sich ihrer an und vertrat sie, nach eingehenden Studien im Fachgebiet Rechtswissenschaften, über neun Jahre hinweg (von 1846 bis 1854) vor 36 Gerichten. Lassalle gewann durch den für damalige Zeiten spektakulären Prozess im deutschen Sprachraum Bekanntheit und ein beachtliches Vermögen. Sophie von Hatzfeldt setzte Lassalle aus Dankbarkeit eine Rente aus. In den Jahren 1856 und 1857 wohnte er im Hause der Gräfin in Düsseldorf.
Ob Ferdinand Lassalle eine Beziehung mit der Gräfin einging, ist nicht bekannt. Jedenfalls unterstützte sie ihn in seinen Gedanken und Ideen über Jahre hinweg. Im Februar 1848, noch während der Hatzfeldtschen Prozesse, war Lassalle ein halbes Jahr inhaftiert, weil er bezichtigt wurde, er habe den Diebstahl einer Kassette mit wichtigen Dokumenten begünstigt („Kassettenprozess“). Von seiner Redegewandtheit zutiefst beeindruckt, sprachen die Geschworenen Lassalle im August 1848 frei.

### Aktivität in der Revolutionszeit

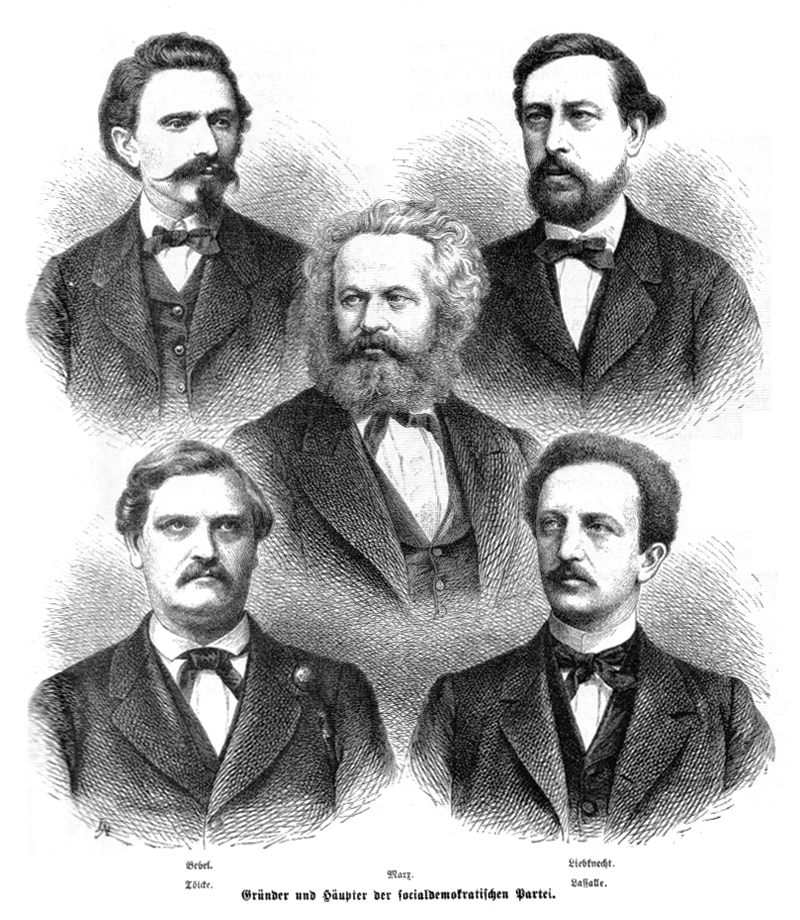
Köpfe der frühen deutschen Arbeiterbewegung: August Bebel, Wilhelm Liebknecht (oben), Karl Marx (Mitte), Carl Wilhelm Tölcke, Ferdinand Lassalle (unten)

Inzwischen hatte in den Staaten des Deutschen Bundes die liberale Märzrevolution begonnen, vor allem mit der Zielsetzung einer deutschen Reichseinigung und demokratischer Reformen. Nach seinem Freispruch engagierte sich Lassalle im Düsseldorfer Volksklub. In dieser Zeit trat er in persönlichen Kontakt zu Marx und Engels und zählte sich selbst zu deren Mitstreitern. Er las das Kommunistische Manifest und verfolgte aufmerksam die von Karl Marx in Köln herausgegebene Neue Rheinische Zeitung, für die er auch einige Artikel verfasste. Seit 1847 schrieb er seinen Nachnamen in Anlehnung an den französischen Revolutionsgeneral Lasalle in französischer Fassung.
Als die Nationalversammlung aus Frankfurt am Main ausgewiesen und in Berlin der Belagerungszustand verhängt wurde, rief Lassalle gemeinsam mit revolutionären Kräften aus der Düsseldorfer Bürgerwehr im November 1848 zur Steuerverweigerung und zur Bewaffnung der Bürger auf. So schrieb er im Bauernführer: „[…] sorgt für Munition. In Düsseldorf geht der Kampf bald los“. Einen Tag nach der Veröffentlichung des Textes wurde Ferdinand Lassalle erneut verhaftet. Zwar sprachen ihn die Geschworenen frei, jedoch ließ man ihn nicht gehen, weil er vor das Korrektionstribunal gestellt wurde, das ihn im Juli 1849 zu weiteren sechs Monaten Haft verurteilte. Später erwiesen sich die Gefängnisaufenthalte als glücklicher Zufall für Lassalle, denn er konnte so nach der fehl- und niedergeschlagenen Revolution von 1848/1849 nicht in den Kommunistenprozess von 1852 verwickelt werden.
Im Gegensatz zu anderen Sozialisten und Kommunisten war er einer der wenigen führenden Revolutionsbeteiligten, die sich nicht ins Exil absetzten und ohne weitere Verfolgung in Deutschland bleiben konnten. Aus diesem Umstand heraus bezeichnete er sich selbst gelegentlich als den „letzten Mohikaner“. Lassalle befasste sich nach seinem Gefängnisaufenthalt eingehend mit den sozialen Verhältnissen in der Arbeitswelt und stand in regem Kontakt mit führenden Vertretern der Arbeiterklasse. Er wurde in Düsseldorf von der Polizei überwacht und von den staatlichen Behörden als extrem gefährlich eingestuft.
Philosophisch blieb er dem Hegelianismus verbunden. Eine materialistische Weltanschauung eignete er sich nicht an. Er arbeitete zwar mit dem Bund der Kommunisten zusammen, seine Mitgliedschaft lehnte die Kölner Zentralbehörde wegen seiner Verstrickung in den Hatzfeldt-Prozess jedoch ab.
Im Jahr 1851 gründete Lassalle einen illegalen Zirkel revolutionärer Arbeiter in Düsseldorf und propagierte sozialistische Ideen. 1851/1852 unterstützte er die Angeklagten im Kölner Kommunistenprozess.
Da er von der Gräfin v. Hatzfeldt, deren Prozesse er letztlich aufgrund der Aufgabe des klagenden Grafen gewonnen hatte, unterhalten wurde, hatte er die Möglichkeit, sich als Privatier unabhängig von materiellen Zwängen voll zu entfalten.

### Berliner Jahre
Gegen Ende des Jahres 1858 gelang es Lassalle, dauerhaftes Aufenthaltsrecht in Berlin zu erlangen, wo er schon länger in den kulturellen und geistigen Kreisen verkehrte, u. a. im Haus seines Verlegers Franz Duncker oder auch im Salon des Kladderadatsch-Chefredakteurs Ernst Dohm. Er studierte wieder seinen Lieblingsphilosophen Heraklit und schrieb einige seiner wichtigsten Werke, darunter 1858 das Drama Franz von Sickingen. 1859 veröffentlichte er die Schrift Der italienische Krieg und die Aufgabe Preußens, in der er für eine Stärkung der Stellung Preußens in Deutschland plädierte, weshalb er von Marx und Engels aus London, aber auch von anderen Weggefährten heftig kritisiert wurde.
In seiner Berliner Zeit wohnte und arbeitete Ferdinand Lassalle in den Jahren 1859 bis 1863 in der Bellevuestraße 13. Im Jahre 1861 war Karl Marx in diesem Wohnsitz Lassalles Gast für elf Tage. In dieser Zeit hielten sie eingehende Gespräche und nutzten die Gelegenheit, gemeinsame Interessen und Vorhaben persönlich und nicht nur über den langen Weg des Briefkontakts auszutauschen.
Im April 1862 veröffentlichte Ferdinand Lassalle seine detailliert ausgearbeiteten Reden Über den besonderen Zusammenhang der gegenwärtigen Geschichtsperiode mit der Idee des Arbeiterstandes (Arbeiterprogramm) und Über Verfassungswesen. Das Arbeiterprogramm richtete sich an die wieder auflebende deutsche Arbeiterbewegung. Es war eine Einführung in Lassalles Ideale und Vorstellungen von Sozialismus. Er betonte die Rolle der Arbeiter für den geschichtlichen Fortschritt. Damit fand Lassalle Anklang in der Arbeiterschaft. Vom liberalen Bürgertum wandte Lassalle sich ab. Er war der Meinung, dass Bismarck das Bürgertum vollkommen kontrolliere.
Im Sommer 1862 besuchte er Marx in London und versuchte vergeblich, ihn für eine gemeinsame Arbeiteragitation in Deutschland zu gewinnen. Danach brach der Kontakt zwischen Lassalle und Marx ab.
Im Februar 1863 wurde Lassalle von Otto Dammer, Julius Vahlteich und Friedrich Wilhelm Fritzsche vor das Komitee der Leipziger Arbeiterzentrale geladen. Er solle seine Ideen einbringen und ein revolutionäres Programm für die Arbeiterbewegung formulieren. Lassalles Offenes Antwortschreiben datiert vom 1. März 1863. Die Arbeiter müssten sich, so Lassalle, zu einer eigenen Partei zusammenschließen, ihre Interessen bündeln und Genossenschaften gründen, um ihre „legitimen Interessen befriedigen zu können“. Lassalle schrieb einem Freund, dass die „Wirkung des Schreibens erstaunlich sein wird“. Tatsächlich gab das Offene Antwortschreiben den Anstoß zur Gründung des Allgemeinen Deutschen Arbeitervereins (ADAV) – der ersten Vorgängerorganisation der SPD.
Lassalle nahm das Recht der Redefreiheit wörtlich, er schrieb und redete ohne Zurückhaltung. Dies brachte ihm jedoch auch Gefängnisstrafen ein. Lassalle saß ab dem 20. April 1863 wieder einen Monat im Gefängnis, weil er sich in seiner Verteidigungsrede zur Anklage wegen des Arbeiterprogramms unvorteilhaft über den Sohn des Philosophen Friedrich Wilhelm Schelling ausgelassen hatte. Bei der Anklage wegen des Arbeiterprogramms musste er eine Strafe von weiteren vier Monaten hinnehmen. Lassalle klagte auch den Verfassungsbruch Bismarcks an und hielt dazu zwei eindrucksvolle Reden.

### Gründung des Allgemeinen Deutschen Arbeitervereins
Am 23. Mai 1863 wurde im Leipziger Pantheon der Allgemeine Deutsche Arbeiterverein (ADAV) gegründet. Ferdinand Lassalle wurde für fünf Jahre zum Präsidenten gewählt. Seine Hauptforderungen waren:
- das allgemeine, gleiche und direkte Wahlrecht
- Errichtung von Produktivgenossenschaften mit staatlichen Vorzugskrediten

Er erweckte die Zuversicht, mit Hilfe des bestehenden Staates friedlich in den Sozialismus hineinwachsen zu können. Im ADAV bildete sich um Julius Vahlteich und Wilhelm Liebknecht eine Opposition gegen Lassalle. Besonders wurde Lassalle verübelt, dass er für eine Einigung Deutschlands unter Führung des preußischen Staates eintrat.

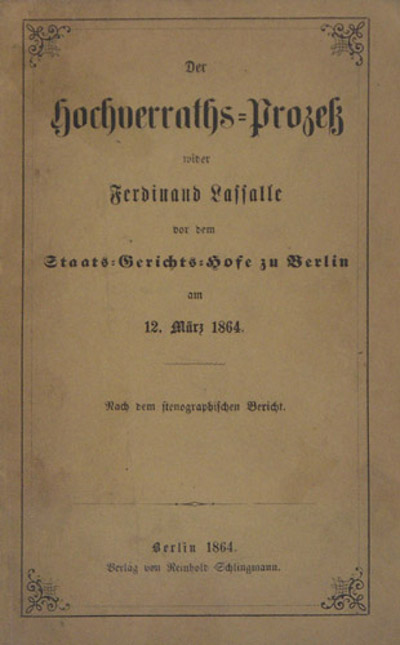
Der Hochverraths-Prozeß wider Ferdinand Lassalle

Lassalle trat seit Mai 1863 einige Male in Kontakt mit Bismarck, um ihn zur Einführung des allgemeinen Wahlrechts zu überreden. Im Gegenzug wollte er Bismarck unterstützen. Er richtete seine Angriffe immer einseitiger gegen das liberale Bürgertum und nicht gegen den preußischen Staat mit seinem Junkertum und erweckte anscheinend die Meinung, die Hohenzollern-Monarchie könne in ein Volkskönigtum verwandelt werden. Bismarck machte ihm konkrete Versprechungen, die er nach dem Krieg gegen Österreich (bereits nach Lassalles Tod) unter der ADAV-Präsidentschaft Johann Baptist von Schweitzers einlöste.
Im März 1864 wurde Lassalle wegen Hochverrat angeklagt, weil er die Verfassung zu stürzen beabsichtigt habe. In seiner Rede vor dem Staatsgerichtshof sagte Lassalle, dass er dies nicht nur beabsichtigt habe, sondern dass es sogar sehr bald so weit sein werde, dass die Verfassung gestürzt wäre – und zwar ohne Blutvergießen. Die Hilfe Bismarcks erwähnte er in seiner Rede nicht. Lassalle beabsichtigte, im September 1864 für die Annexion der Herzogtümer Schleswig und Holstein durch Preußen zu werben, doch dazu kam er nicht mehr.
Seine letzte öffentliche Rede hielt Lassalle am 22. Mai 1864 in der Kleinstadt Ronsdorf (heute ein Ortsteil von Wuppertal), damals eine Hochburg der Arbeiterbewegung. Die vor etwa 2000 Zuhörern (bei einer seinerzeitigen Bevölkerung von gut 8200 Einwohnern) gehaltene sogenannte Ronsdorfer Rede gilt nach Auffassung zahlreicher Politikwissenschaftler (Hauptmeinung) als eine seiner wichtigsten Reden. In Ronsdorf erinnert eine Gedenktafel an diese letzte Rede, und es wurde eine Straße nach Ferdinand Lassalle benannt.

### Tod nach Duell

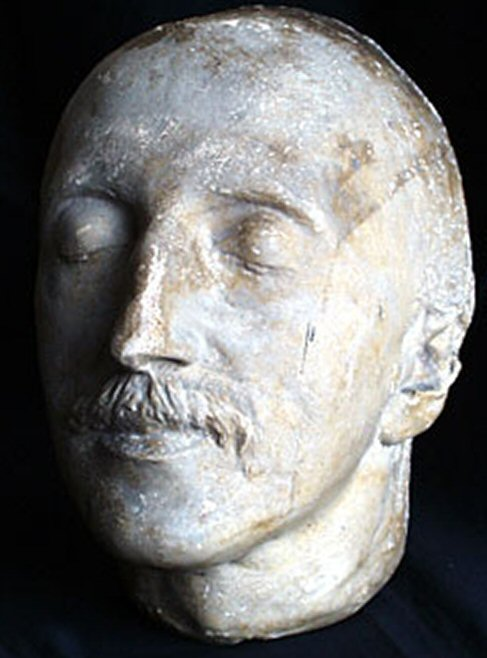
Lassalles Totenmaske

Lassalle verliebte sich bei einem Kuraufenthalt in eine junge Frau namens Helene von Dönniges. Er wollte sie heiraten, aber ihre Eltern waren dagegen. Um ihren Vater, den bayerischen Diplomaten Wilhelm von Dönniges, mit Erfolg wegen Sequestrierung seiner Tochter verklagen zu können, versuchte er am 16. oder 17. August 1864, den bayerischen König Ludwig II. auf seine Seite zu bekommen. Das sollte durch Vermittlung eines Freundes geschehen, des Dirigenten Hans von Bülow, der seinerseits auf Richard Wagner einwirken sollte. Das Ansinnen ging Wagner jedoch zu weit.
Daraufhin entschloss sich Lassalle zur Weiterreise in die Schweiz und zum Duell mit Wilhelm von Dönniges: Als Mitglied der Breslauer Burschenschaft forderte Lassalle Satisfaktion von Helenes Vater, einem Mitglied des Corps Rhenania Bonn. Der 50-jährige Vater beauftragte den von ihm gewünschten Verlobten, den rumänischen Bojaren Janko von Racowitza (Iancu Racoviţă), ein Mitglied des Corps Neoborussia-Berlin, das Duell zu übernehmen.
Das Duell fand am Morgen des 28. August 1864 in der Genfer Vorstadt Carouge statt. Erster Sekundant von Lassalle war Wilhelm Rüstow. Johann Philipp Becker hatte zuvor Lassalles Bitte, als Sekundant zu fungieren, abgelehnt und inständig appelliert, vom Duell abzusehen. Lassalle wählte daraufhin den Grafen Bethlen neben Rüstow zu seinem zweiten Sekundanten. Um 7:30 Uhr standen sich die Gegner mit Pistolen gegenüber. Racowitza, der im Gegensatz zu seinem Kontrahenten am Vortag längere Schießübungen absolviert hatte, feuerte als Erster und traf Lassalle in den Unterleib. Der anwesende Arzt Dr. Seiller konnte die Wunden nur notdürftig versorgen. Drei Tage später, am 31. August 1864, starb Ferdinand Lassalle im Alter von 39 Jahren in Carouge.
Wenige Wochen vor seinem Tod hatte Lassalle bereits Bilanz gezogen:

„Ich habe die Inventur meines Lebens gemacht. Es war groß, brav, wacker, tapfer und glänzend genug. Eine künftige Zeit wird mir gerecht zu werden wissen.“

## Nachleben

### Nachrufe
Freunde, Bekannte und Befürworter widmeten seinem Tode zu Ehren viele gedenkende Worte. Jacob Audorf schrieb für Lassalles Totenfeier die Deutsche Arbeiter-Marseillaise, das wohl beliebteste Arbeiterlied des 19. Jahrhunderts, um.
Als Friedrich Engels von Lassalles Tod erfuhr, schrieb er in einem Brief an Marx, der Verstorbene sei „sicher einer der bedeutendsten Kerle in Deutschland“ und der einzige, vor dem die Fabrikanten und „Fortschrittsschweinehunde(…)“ Angst gehabt hätten. Der Lassalle nicht immer gewogene Karl Marx urteilte 1868 in einem Brief an Johann Baptist von Schweitzer: „Nach fünfzehnjährigem Schlummer rief Lassalle – und dies bleibt sein unsterbliches Verdienst – die Arbeiterbewegung wieder wach in Deutschland.“

### Grab als Politikum
Lassalles Leichnam wurde einbalsamiert und sollte mit Zwischenstation in Köln und anderen Städten nach Berlin transportiert werden, damit seine Anhänger von ihm Abschied nehmen könnten. Zwischen der Familie, seinem Nachfolger Bernhard Becker und der Gräfin von Hatzfeld gab es jedoch Uneinigkeit über diesen Plan, was am Ende dazu führte, dass der Sarg in Köln von der preußischen Polizei beschlagnahmt wurde. Lassalle wurde am 15. September 1864 auf dem Alten Jüdischen Friedhof in Breslau bestattet, der genaue Termin wurde geheim gehalten, weil die Polizei Demonstrationen befürchtete. Ein Gedenkstein trug folgende Inschrift: „Hier ruhet, was sterblich ist, von Ferdinand Lassalle, dem Denker und Kämpfer“.
Der Berliner Bildhauer Melchior zur Strassen modellierte 1867 ein Porträtrelief Lassalles, das für dessen Grabmal bestimmt war. Ob es jedoch jemals das Grab schmückte, ist ungewiss, da auf jüdischen Friedhöfen Abbilder von Personen nicht üblich sind.

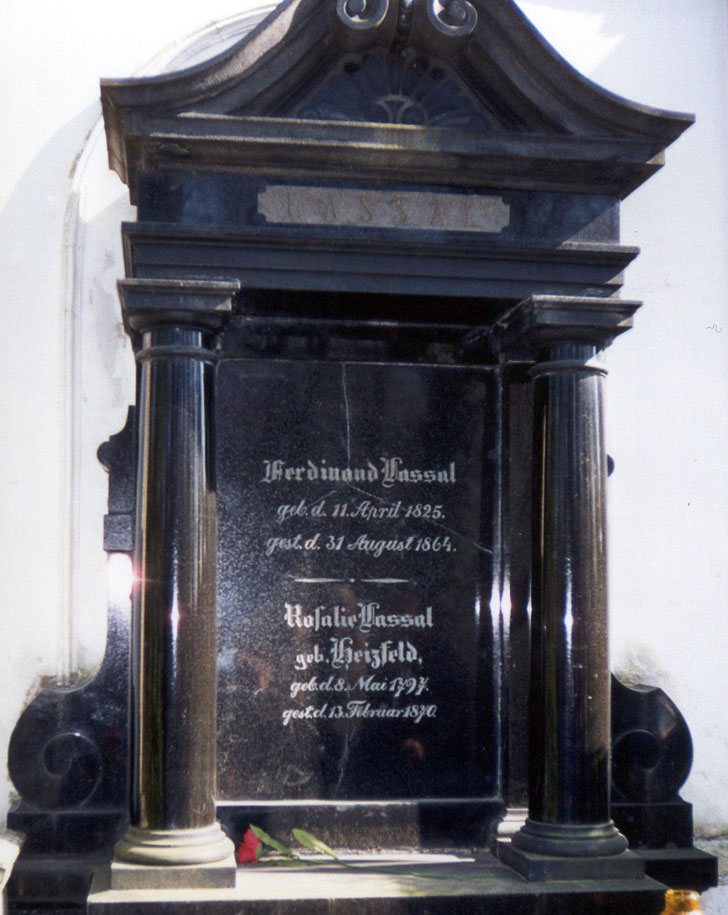
Grabstein in Breslau, 2003

Im Jahre 1945 lief die Front direkt durch den jüdischen Friedhof Breslaus, das Grab Lassalles wurde stark beschädigt. Die Polnische Sozialistische Partei PPS errichtete ihm daher 1947 anlässlich ihres letzten Kongresses vor der Vereinigung zur PVAP einen neuen Gedenkstein. In den Folgejahren war das Grab Lassalles, nun auf polnischem Staatsgebiet liegend, jedoch ein eher unbequemes Politikum für die Volksrepublik. Nach der Vertreibung der deutschen Bevölkerung verfiel der Friedhof, es gab schließlich Pläne für eine Einebnung und Umgestaltung in einen Park.
Die Bundesrepublik Deutschland bemühte sich daher 1974 auf Betreiben der SPD-Regierung um eine Umbettung Lassalles in ihr Staatsgebiet, was jedoch wiederum für die DDR-Regierung inakzeptabel war. Zudem protestierten nun auch internationale jüdische Organisationen aus religiösen Gründen gegen eine Umbettung – ein Grab gilt im Judentum als unantastbar. Die Auseinandersetzungen führten dazu, dass am 24. Mai 1975 das Lassalle-Grab ins Denkmalregister von Breslau aufgenommen wurde, die Umbettung war gestoppt.
Zum 120. Todestag Lassalles im Jahr 1984 wurde das Grab von polnischen Fachleuten saniert, am Todestag lagen Kränze und Blumengebinde sowohl von SPD als auch SED am Grabe nebeneinander – die Vertreter beider Parteien legten diese jedoch zeitversetzt nieder, um eine Zusammenkunft zu vermeiden. Seit 1997 steht das Grab unter Aufsicht des Breslauer Stadtmuseums.

### Nachlass
Die Briefe von Karl Marx und Friedrich Engels an Lassalle, die sich bis 1945 im Preußischen Geheimen Staatsarchiv befanden, sind als Beutekunst nach Moskau gelangt. Sie wurden bzw. werden in der MEGA veröffentlicht. Einige Briefwechsel vermachte er seiner Lebensgefährtin Sophie von Hatzfeldt, sie wurden später auf Schloss Sommerberg in ihrem Nachlass entdeckt, der heute auf Schloss Schönstein zu finden ist. Weitere Briefe befinden sich im Internationalen Institut für Sozialgeschichte. Ein Teil seiner Bibliothek befindet sich im Institut für Weltwirtschaft, Kiel.

### Denkmale und Gedenkstätten
An dem Haus in Berlin, in dem Lassalle von 1859 bis 1863 gelebt hatte, brachte die Stadtverwaltung Berlins 1928 eine Gedenktafel an, die aber bereits 1933 wieder von den Nationalsozialisten gewaltsam entfernt wurde. Das Haus selbst musste 1938 den Planungen zur „Welthauptstadt Germania“ weichen. Am 11. April 2005 wurde im Gehweg am ehemaligen Standort des Wohnhauses eine Gedenktafel enthüllt, in der die alte, ursprüngliche Tafel zitiert und Lassalle selbst geehrt wird.

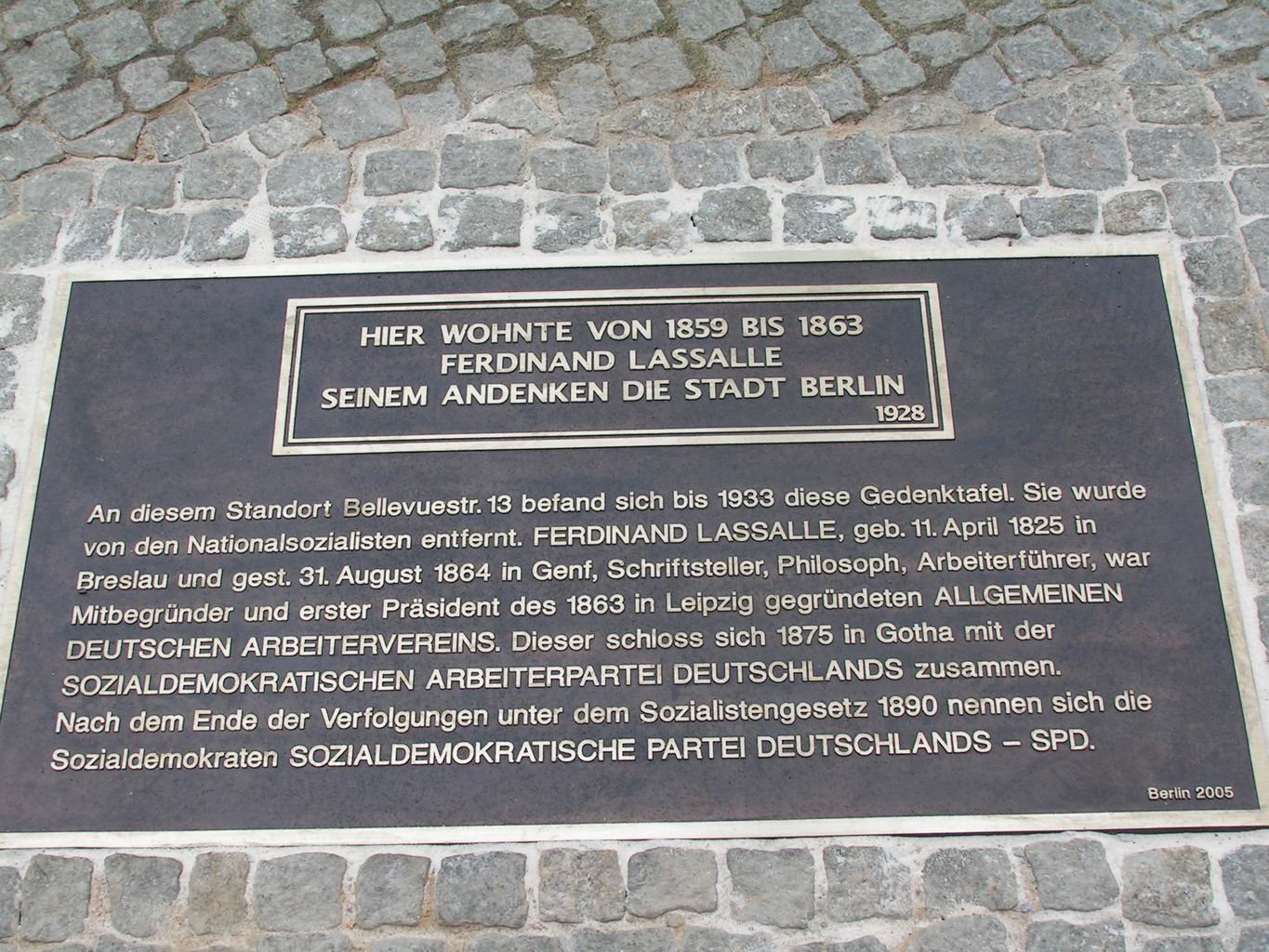
2005 verlegte neue Gedenktafel in Berlin-Mitte
Dieser Anstecker aus dem Jahr 1928 zeigt das Lassalle-Denkmal im Winarsky-Hof in der Brigittenau (Wien), das 1936 abgetragen wurde
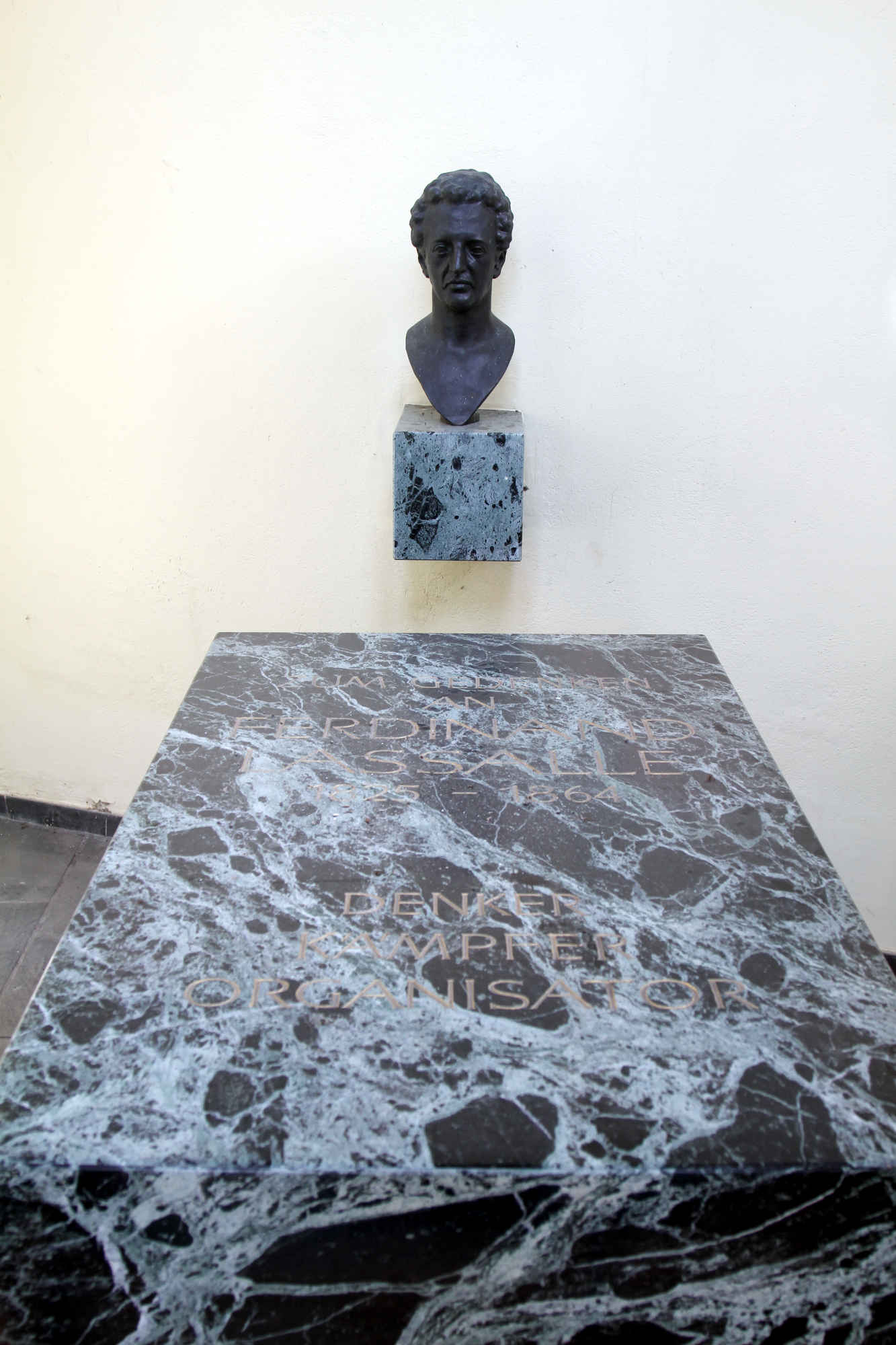
Ferdinand-Lassalle-Gedenkstätte im Gartenpavillon des Schlosses Kalkum, Düsseldorf
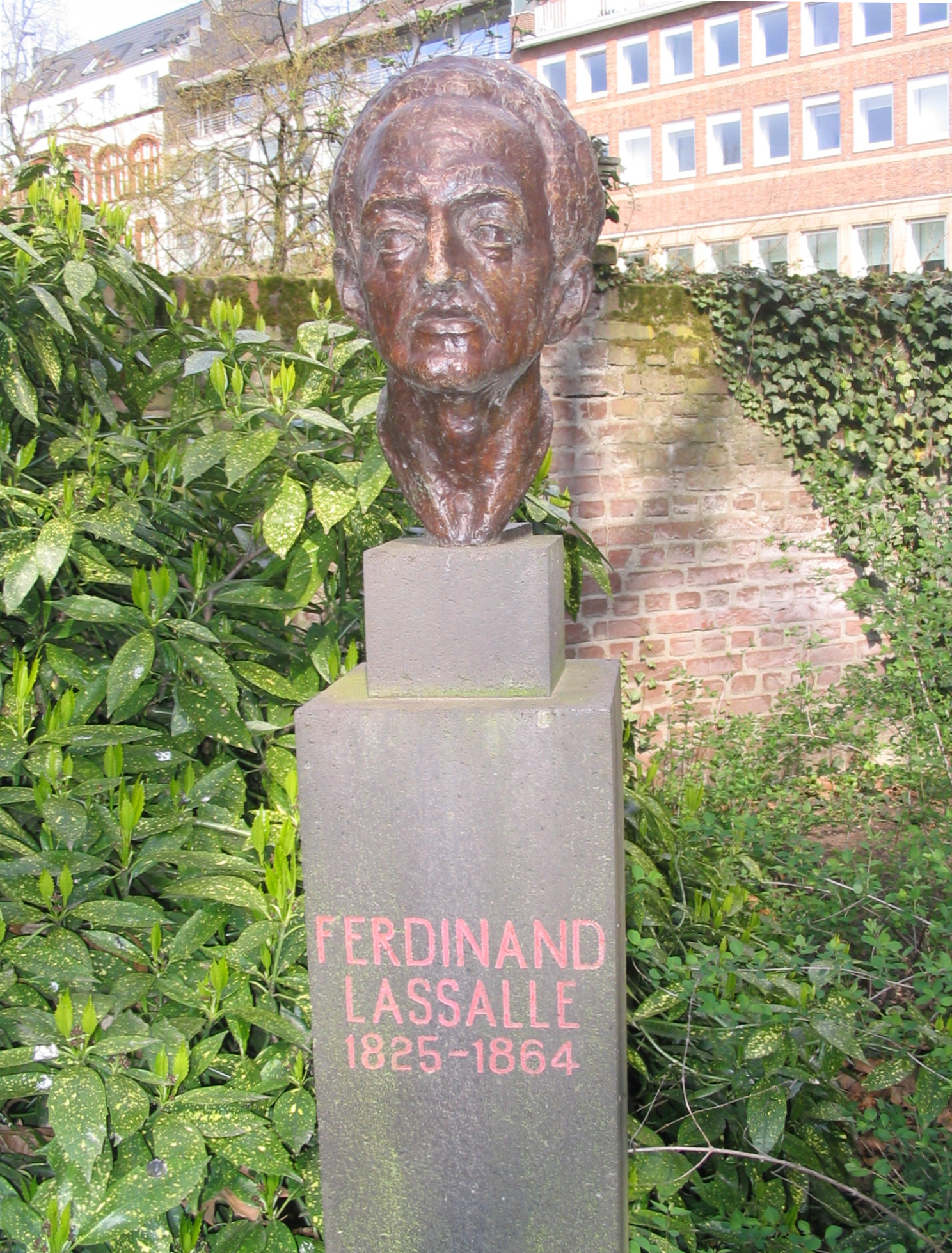
Büste Lassalles in Park des Palais Spee, Düsseldorf
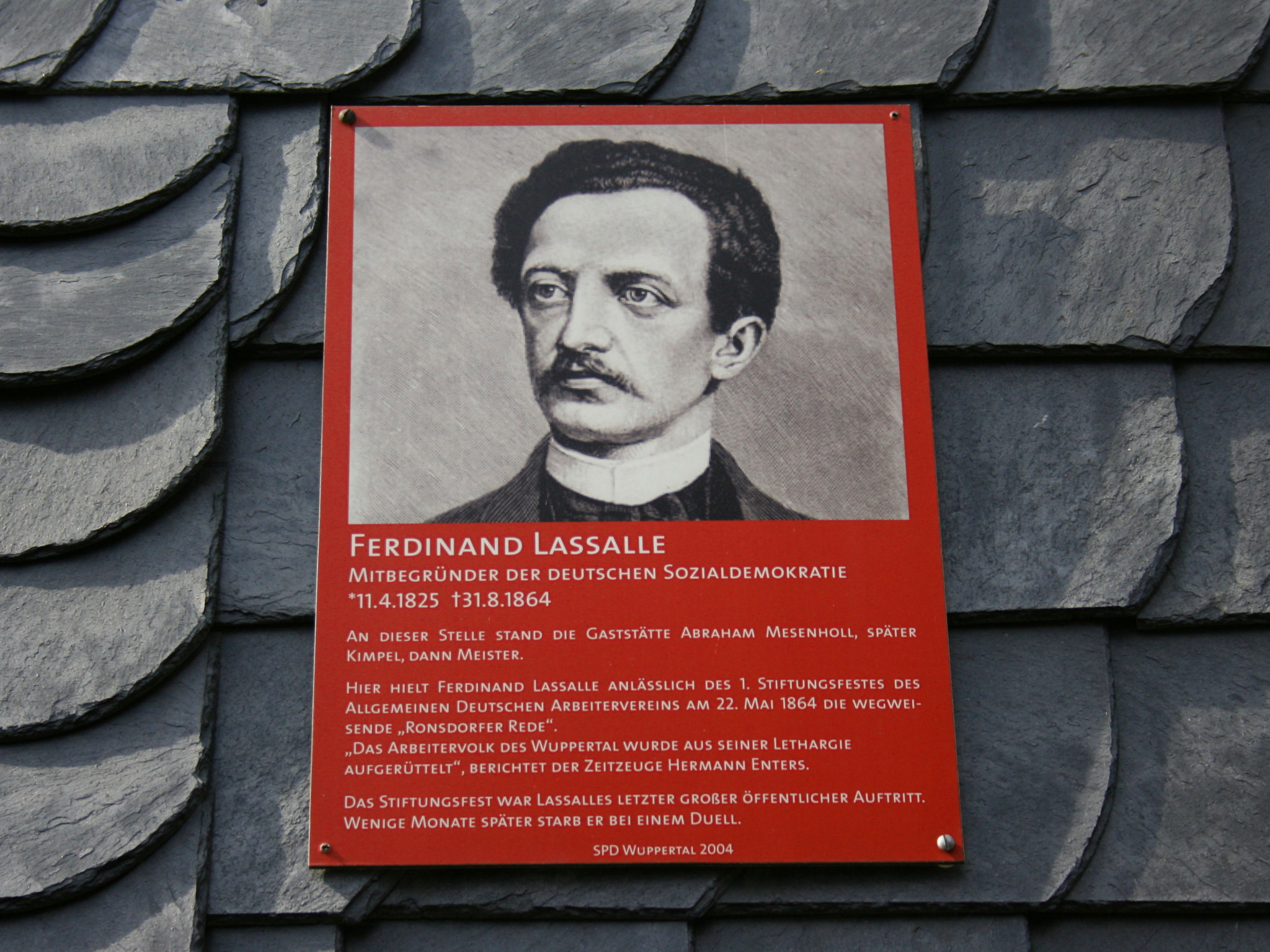
Gedenktafel in Ronsdorf zur Erinnerung an die Ronsdorfer Rede
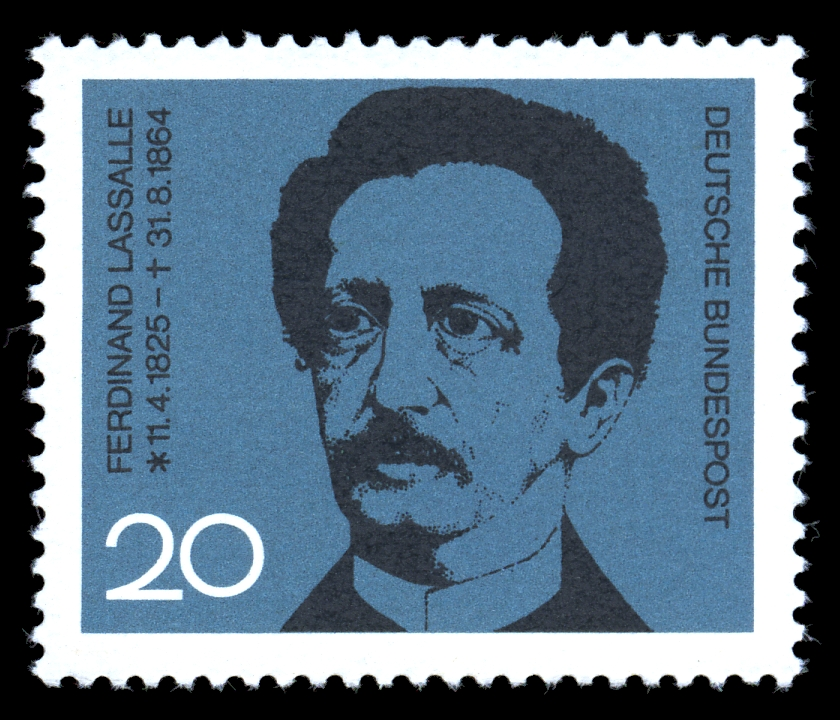
Briefmarke der Deutschen Bundespost (1964)

### Sonstige Rezeption
- Ferdinand Lassalle – Des Volkstribunen Glück und Ende, ein deutscher Stummfilm aus dem Jahr 1918
- In Wien wurde 1919 vom Roten Wien die Lassallestraße im 2. Wiener Gemeindebezirk (Leopoldstadt) nach ihm benannt. Der von 1924 (nach anderen Angaben 1925) bis 1926 nach den Plänen von Hubert Gessner, Fritz Waage, Hans Paar und Fritz Schlossberg errichtete Wiener Gemeindebau Lassalle-Hof (Lassallestraße 40–44) ist ebenfalls nach ihm benannt.[15][16][17]
- In Leipzig wurden eine 1868 erbaute Straßenbrücke über die 1925/27 verfüllte Rödel und an anderer Stelle im Stadtgebiet eine Straße nach ihm benannt.[18]
- Weitere nach ihm benannte Straßen in anderen Städten: Lassallestraße
- Die Deutsche Bundespost würdigte am 31. August 1964 Ferdinand Lassalle mit einer Sonderbriefmarke 20 Pfennig (Michel-Nr. 443), die ein Porträt von ihm zeigt,  anlässlich seines hundertsten Todestags.
- Der Lassalle-Kreis, ein Netzwerk von korporierten Sozialdemokratinnen und Sozialdemokraten erwählte sich Lassalle als Namenspatron, da dieser auch Mitglied einer Studentenverbindung war.
- Lassalle, 1969 erschienener Roman von Stefan Heym
- Lassalle fragt Herrn Herbert nach Sonja, 1980 im Schauspielhaus Düsseldorf uraufgeführtes Schauspiel in drei Akten von Christoph Hein
- Zu seinen Ehren wurde ein Lehrgang der Wiener Parteischule nach Ferdinand Lassalle benannt.[19]

## Politische Vorstellungen
In der Schrift Der italienische Krieg und die Aufgabe Preußens (1859) sprach sich Lassalle erstmals sehr deutlich für eine führende Rolle Preußens in Deutschland aus. Nicht nur Marx und Engels reagierten mit Protest. Lassalles staatstragende und preußenfreundliche Haltung brachte ihm auch später Kritik von anderen sozialistischen und sozialdemokratischen Organisationen ein, was die Einheit der deutschen sozialdemokratischen Bewegung bis zur Gründung des Deutschen Kaiserreiches und auch darüber hinaus behinderte.
In der Einschätzung der Rolle des Staates für die Emanzipation des vierten Standes lag der wichtigste Unterschied zu Marx. Während letzterer den Staat als Unterdrückungsinstrument der herrschenden Klasse verstand, so sah Lassalle in ihm die positive Organisationsform der Gesellschaft. Im Gegensatz zu Marx’ und Engels’ revolutionärem Sozialismus vertrat Lassalle einen staatsfreundlichen sozialdemokratischen Reformismus. Staatsvorstellungen des klassischen Liberalismus seiner Zeit, der den Staat darauf beschränken wollte, Sicherheit und Ordnung herzustellen, kritisierte Lassalle 1862 in einer Rede in Berlin als „Nachtwächterstaat“.
Lassalles ehernes Lohngesetz besagte, dass der Arbeitslohn in einer kapitalistischen Unternehmung immer „auf die in einem Volke gewohnheitsmäßige zur Fristung der Existenz und zur Fortpflanzung erforderliche Lebensnotdurft“ beschränkt bleiben muss. Nur wenn die Arbeiter selbst Produktionsgenossenschaften gründeten, die Scheidung zwischen Arbeitslohn und Unternehmergewinn damit aufgehoben und so der volle Ertrag ihrer Arbeit ihnen selbst zufließen würde, wäre dieses Dilemma beseitigt. Dazu müsse der Staat die Arbeiterschaft fördern und entwickeln und sie unter anderem mit Krediten unterstützen.

## Werke

### Gesamtausgaben
„Die Gesamtausgaben sind weder vollständig noch zuverlässig“.
- Ferdinand Lassalle. Reden und Schriften. Neue Gesamtausgabe. Mit einer biographischen Einleitung. Hrsg. von Eduard Bernstein. Band 1–3. Expedition des Vorwärts Berliner Volksblatt, Berlin 1892–1893. (Digitalisat)
- Ferdinand Lassalle’s Gesamtwerke. Einzige Ausgabe. Hrsg. von Erich Blum. Fünf Bände. Leipzig/Berlin 1899–1902.
- Gesammelte Reden und Schriften. (Hrsg.: Eduard Bernstein). Cassierer, Berlin 1919/1920; zwölf Bände plus einem Ergänzungsband.

### Einzelausgaben
- Meine Vertheidigungs-Rede wider die Anklage der Verleitung zum Cassetten-Diebstahl: gehalten am 11. August 1848 vor dem Königlichen Assissenhofe zu Cöln und den Geschworenen. Wilhelm Greven, Köln 1848. ub.uni-duesseldorf.de
- Die Philosophie Herakleitos des Dunklen von Ephesos. Franz Duncker, Berlin 1858.
  - Band 1
  - Band 2
- Der italienische Krieg und die Aufgabe Preußens. Franz Duncker, Berlin 1859. 2. Auflage. 1859 rsl.ru.
- Franz von Sickingen. Eine historische Tragodie. Franz Duncker, Berlin 1859. (digitale-sammlungen.de); 2. Auflage 1876 (Digitalisat)
- Das System der erworbenen Rechte. 1861.
- Die Philosophie Fichte’s und die Bedeutung des deutschen Volksgeistes. Festrede gehalten bei der am 19. Mai 1862 von der Philosophischen Gesellschaft und dem Wissenschaftlichen Kunstverein im Arnimschen Saale veranstalteten Fichtefeier. G. Jansen, Berlin 1862. (digitale-sammlungen.de)
- Die indirecte Steuer und die Lage der arbeitenden Klassen. Zürich 1863. (Digitalisat und Volltext im Deutschen Textarchiv)
- Arbeiterprogramm. Ueber den besondern Zusammenhang der gegenwärtigen Geschichtsperiode mit der Idee des Arbeiterstandes. Meyer & Zeller, Zürich 1863. fes.de (PDF; 1,7 MB)
- Macht und Recht. Offnes Sendschreiben. Meyer & Zeller, Zürich 1863. (digitale-sammlungen.de)
- Über Verfassungswesen. Rede am 16. April 1862 in Berlin. (Memento vom 27. März 2013 im Internet Archive) Europäische Verlagsanstalt, Hamburg 1993, ISBN 3-434-50108-8.
- Was nun? Zweiter Vortrag über Verfassungswesen. Meyer & Zeller, Zürich 1863. (digitale-sammlungen.de)
- Die Feste, die Presse und der Frankfurter Abgeordnetentag. Drei Symptome des öffentlichen Geistes. Eine Rede gehalten in der Versammlung des Allgemeinen deutschen Arbeiter-Vereins zu Barmen, Solingen und Düsseldorf. Schaub, Düsseldorf 1863. (fes.de) (PDF; 2,2 MB)
- Die Wissenschaft und die Arbeiter. Eine Vertheidigungsrede vor dem Berliner Criminalgericht gegen die Anklage die besitzlosen Klassen zum Haß und zur Verachtung gegen die Besitzenden öffentlich angereizt zu haben. Meyer & Zeller, Zürich 1863. (digitale-sammlungen.de)
- Offenes Antwortschreiben an das Central-Comité zur Berufung eines Allgemeinen Deutschen Arbeitercongresses zu Leipzig. Meyer & Zeller, Zürich 1863. (digitale-sammlungen.de)
- Zur Arbeiterfrage. Rede vom 16. April 1863.
- Arbeiterlesebuch. Rede vom 17. und 19. Mai 1863
- An die Arbeiter Berlins. Eine Ansprache im Namen der Arbeiter des Allgemeinen Deutschen Arbeitervereins. Reinhold Schlingmann, Berlin 1863
- Herr Bastiat-Schulze von Delitzsch, der ökonomische Julian oder Capital und Arbeit. Reinhold Schlingmann, Berlin 1864. (digitale-sammlungen.de)
- Die Agitation des Allgem. Deutschen Arbeitervereins und das Versprechen des Königs von Preußen. Eine Rede gehalten am Stiftungsfest des Allgemeinen Deutschen Arbeitervereins zu Ronsdorf am 22. Mai 1864. Reinhold Schlingmann, Berlin 1864. (rsl.ru)
- Der Hochverraths-Prozess wider Ferdinand Lassalle vor dem Staats-Gerichts-Hofe zu Berlin am 12. März 1864 : Nach dem stenographischen Bericht. Reinhold Schlingmann, Berlin 1864, (digitale-sammlungen.de)

### Briefausgaben
- Heinrich Heine’s sämmtliche Werke. 21. Bd., Briefe. Dritter Theil. Hoffmann und Campe, Hamburg 1866.
- Eine Liebes-Episode aus dem Leben Ferdinand Lassalle’s. Tagebuch – Briefwechsel – Bekenntnisse. Brockhaus, Leipzig 1878.
- Briefe von Ferdinand Lassalle an Carl Rodbertus – Jagetzow. Mit einer Einleitung von Adolph Wagner. Puttkammer & Mühlbrecht, Berlin 1878.
- Albin Kutschbach: Sophie Solutzeff – F. Lassalle. Eine Liebesepisode aus dem Leben Ferdinand Lassalle’s. Tagebuch-Briefwechsel-Bekenntnisse; eine kritische Studie. Chemnitz 1881.
- Briefe an Hans von Bülow von Ferdinand Lassalle. 2. Auflage. Dresden/Leipzig 1885.
- Bernhard Becker: Enthüllungen über das tragische Lebensende Ferdinand Lassalle’s: auf Grund authentischer Belege dargestellt. Schleiz 1868. (2. Auflage. Nürnberg, 1892)
- Adolph Kohut: Ferdinand Lassalle. Sein Leben und Wirken. Auf Grund der besten u. zuverlässigsten Quellen. Mit ungedruckten Briefen und Berichten Ferdinand Lassalle’s, Georg Klapka’s, Johann Philipp Becker’s u. der Gräfin Sophie Hatzfeldt. Otto Wigand, Leipzig 1889.
- Adolph Kohut: Ferdinand Lassalles Testament und Erben. Mit ungedruckten Briefen der Gräfin Sophie Hatzfeldt, Wilhelm Rüstow, Aurel Holthoff u. a. Ein Erinnerungsblatt zum 25. Todestage Lassalles am 31. August 1889. Baumert & Ronge, Großenhain/Leipzig 1889.
- Ludwig Büchner: Meine Begegnung mit Ferdinand Lassalle. Ein Beitrag zur Geschichte der sozialdemokratischen Bewegung in Deutschland. Nebst 5 Briefen Lassalles. Hertz und Süßenguth, Berlin 1894.
- Ferdinand Lassalle’s Briefe an Georg Herwegh. Nebst Briefen der Gräfin Sophie Hatzfeldt an Frau Emma Herwegh. Hrsg. von Marcel Herwegh. Müller, Zürich 1896.
- Franz Mehring: Briefe von Ferdinand Lassalle an Karl Marx und Friedrich Engels. 1849–1862. Dietz, Stuttgart 1902. (Aus dem literarischen Nachlass von Karl Marx, Friedrich Engels und Ferdinand Lassalle. 4. Bd.) rsl.ru
- Intime Briefe Ferdinand Lassalles an Eltern und Schwester. Hrsg. von Eduard Bernstein. Buchhandlung Vorwärts, Berlin 1905
- Nachgelassene Briefe und Schriften. Hrsg. von Gustav Mayer. 6 Bände. Deutsche Verlagsanstalt, Berlin 1921–1925.[22]
- Gustav Mayer: Bismarck und Lassalle. Ihr Briefwechsel und ihre Gespräche. Dietz, Berlin 1928
- „Auf ehrliche und anständige Gegnerschaft …“ Ferdinand Lassalle und der F.-A.-Brockhaus-Verlag in Briefen und Kommentaren. Hrsg. von Erhard Hexelschneider und Gerhild Schwendler. Harrassowitz, Wiesbaden 2000.